# Тускола (окръг, Мичиган)
Окръг Тускола (на английски: Tuscola County) е окръг в щата Мичиган, Съединени американски щати. Площта му е 2367 km², а населението - 58 266 души (2000). Административен център е град Каро.